# Hatesphere
Hatesphere je danski death/thrash metal sastav iz Aarhusa.

## Povijest sastava
Sastav je najprije bio poznat kao Cauterized, pa Necrosis, a 2001. mjenjaju ime u Hatesphere, kada objavljuju i istoimeni prvi studijski album. Godine 2002. objavljuju sljedeći, Bloodred Hatred za kojeg su osvajaju nagradu za najbolji danski metal album, te kreću na europsku turneju sa sastavima The Haunted, Testament, Mnemic i Mastodon. Nakon trećeg studijskog albuma Ballet of the Brute objavljenog 2004., ponovo kreću na turneju te nastupaju na najvećim europskim festivalima. Potom potpisuju za izdavačku kuću SPV GmbH pod kojom objavljuju albume The Sickness Within 2005., te Serpent Smiles and Killer Eyes 2007. godine. Njihov šesti studijski album To the Nines bio im je prvi objavljen pod novom izdavačkom kućom, Napalm Records. Sedmi album The Great Bludgeoning objavili su 2011., a najnoviji Murderlust u rujnu 2013. godine. Do sada su dva puta nastupali u Hrvatskoj, prvi put 2005. sa sastavima Kreator i Dark Tranquillity te 2013. s Hypocrisyjem.Od osnutka sastav je promijenio mnogo članova, te je jedini koji je preostao iz originalne postave gitarist Peter "Pepe" Lyse Hansen.

## Članovi sastava
Trenutačna postava
- Peter "Pepe" Lyse Hansen - gitara (2001.-)
- Jakob Nyholm - gitara (2007.-)
- Mike Park Nielsen - bubnjevi (2009.-)
- Esben "Esse" Elnegaard Kjaer Hansen - vokal (2010.-)
- Jimmy Nedergaard - bas-gitara (2011.-)

Bivši članovi
- Mikael Ehlert Hansen - bas-gitara (2001. – 2007.), bas-gitara uživo (2010. – 2011.)
- Jesper Moesgaard - bubnjevi (2001.)
- Morten Toft Hansen - bubnjevi (2001. – 2003.)
- Niels Peter "Ziggy" Siegfredsen - gitara (2001. – 2002.)
- Jacob "Dr. J" Bredahl - vokal (2001. – 2007.)
- Henrik Bastrup Jacobsen - gitara (2002. – 2007.)
- Anders "Andy Gold" Gyldenøhr - bubnjevi (2003. – 2007.)
- Mixen Lindberg - bas-gitara (2007. – 2010.)
- Dennis Buhl - bubnjevi (2007. – 2009.)
- Jonathan "Joller" Albrechtsen - vokal (2007. – 2010.)

## Diskografija
Studijski albumi
- Hatesphere (2001.)
- Bloodred Hatred (2002.)
- Ballet of the Brute (2004.)
- The Sickness Within (2005.)
- Serpent Smiles and Killer Eyes (2007.)
- To the Nines (2009.)
- The Great Bludgeoning (2011.)
- Murderlust (2013.)
- New Hell (2015.)

EP-ovi
- Something Old, Something New, Something Borrowed and Something Black (2003.)
- The Killing (2005.)

## Vanjske poveznice
- Službena stranica